# Křenovice (ort i Tjeckien, Södra Böhmen)
Křenovice är en ort i Tjeckien.   Den ligger i regionen Södra Böhmen, i den centrala delen av landet, 80 km söder om huvudstaden Prag. Křenovice ligger 479 meter över havet och antalet invånare är 144.
Terrängen runt Křenovice är platt. Runt Křenovice är det ganska glesbefolkat, med 31 invånare per kvadratkilometer. Närmaste större samhälle är Písek, 15,5 km väster om Křenovice. Omgivningarna runt Křenovice är en mosaik av jordbruksmark och naturlig växtlighet.